# 皮內爾角
皮內爾角（英語：Pinel Point）是南極洲的海岬，位於帕默群島的布拉班特島東部，處於杜塞爾角東北面9公里，由比利時探險隊繪入地圖，現時由南極條約體系管理。